# Купа на лигата на Русия
Купата на лигата на Русия е състезание, в което участват тимовете от руската Премиер лига. То се провежда само веднъж – през 2003 година. Победител става Зенит, а голмайстор на турнира е Владислав Радимов. Тъй като повечето отбори играят с резерви в Купата на лигата, а и турнирът не набира популярност, през 2004 РФС решават да прекратят съществуването му.